# Contea (circoscrizione)
La contea era un feudo affidato in epoca carolingia all'amministrazione di un comes, o conte, direttamente dall'imperatore.
Successivamente indicò il territorio retto da un conte nella maggior parte degli stati europei, per lo più soggetto a sua volta a un signore di rango più elevato (duca, principe, re o imperatore). 
In Spagna, alcune contee del nord si resero completamente indipendenti durante il medioevo: la Contea di Barcellona dal regno di Francia, la contea di Aragona e la contea di Castiglia dal regno di Navarra, fino a trasformarsi in regni de facto o anche de iure.

## Storia
Il diritto comitale nasce con i Franchi. I comites, nominati dal re e direttamente da lui dipendenti, erano posti a capo delle province in luogo di quei duchi spesso concorrenti o ribelli al potere centrale, portando a un forte accentramento di potere nel sovrano. L'Italia era così tutta divisa in contee. Nel comitatus il conte è giudice e supremo tutore della pace, presiede le assemblee giudiziarie, impone ammende a chi trasgredisce, esige le imposte, amministra i beni dello stato, ed è a capo delle milizie. Con la disgregazione delle istituzioni di epoca carolingia (i cui distretti di base, comitati o contee, coincidevano con i distretti delle città dove i conti - in latino comites - avevano stabilito la propria residenza) e con l'affermarsi di nuovi poteri (di particolare importanza quello dei vescovi) e di nuovi ceti di governo, la vecchia forma di organizzazione del territorio in distretti soggetti all'autorità presente nella più vicina città andò in crisi, e il vecchio assetto di potere andò frantumandosi in una miriade di piccoli centri di potere in continuo attrito fra loro.
Con i normanni nell'Italia meridionale, i feudi, approfittando delle rivalità insite nei vari rami della famiglia comitale degli Altavilla, divennero di fatto indipendenti tra loro con la nascita di stati/contea. Dalla gran contea di Sicilia (1061-1130), si formò il regno di Sicilia. A sua volta dal sovrano Ruggero II di Sicilia fino al dominio aragonese, alcune parti del territorio divennero ampie contee (Modica, Caltabellotta, Adernò, Geraci) con vasti poteri assegnati ai conti.
Nella Francia medievale, le contee più grandi erano quasi indipendenti e davano diritto al titolo di Pari, come la contea di Fiandra, quelle di Tolosa o quella d'Artois.
Quelle più piccole erano spesso sottoposte almeno formalmente all'autorità di un duca, come quelle di Angiò e di Orléans che dipendevano dal ducato di Neustria o di Francia, o quella di Périgord dal ducato di Aquitania.

## Le grancontee
Nei secoli XI-XII alcune contee normanne, per il loro particolare rilievo storico o strategico, si dissero grancontee (o gran contee). Tali erano: la già citata grancontea di Sicilia (successivamente elevata a regno) e la grancontea di Ariano (primo dominio normanno in terra italiana, nonché sede delle assise del regno del 1140).